# Cyrnotheba corsica
Cyrnotheba corsica é uma espécie de gastrópode  da família Helicidae.
É endémica de França.